# Bhilai Charoda
Bhilai Charoda là một thành phố và khu đô thị của quận Durg thuộc bang Chhattisgarh, Ấn Độ.

## Nhân khẩu
Theo điều tra dân số năm 2001 của Ấn Độ, Bhilai Charoda có dân số 87.170 người. Phái nam chiếm 52% tổng số dân và phái nữ chiếm 48%. Bhilai Charoda có tỷ lệ 72% biết đọc biết viết, cao hơn tỷ lệ trung bình toàn quốc là 59,5%: tỷ lệ cho phái nam là 80%, và tỷ lệ cho phái nữ là 64%. Tại Bhilai Charoda, 13% dân số nhỏ hơn 6 tuổi.